# George Albert Huff
Pour les articles homonymes, voir George Huff et Huff.
James Mitchell Mutter (c. 1849-20 septembre 1934) est un homme politique canadien de la Colombie-Britannique. Il est député provincial indépendant de la circonscription britanno-colombienne de Cowichan-Alberni d'une élection partielle en 1895 à 1898.

## Biographie
Né dans le comté Prince Edward dans le Haut-Canada (Ontario), Huff étudie à Brighton. Il sert comme juge de paix. 
Élu député lors d'une élection partielle en avril 1895, le résultat est annulé en raison d'une égalité des voix. Il parvient à se faire élire lors de la seconde élection partielle d'octobre 1895, mais sera défait lors de l'élection générale suivante.
Huff meurt à Alberni en septembre 1934 à l'âge de 85 ans.